# Мовна конструкція (програмування)
Мовна конструкція або конструкція мови — це синтаксично допустима частина програми, сформована з однієї або кількох лексем відповідно до правил мови програмування. Термін «мовна конструкція» часто використовують як синонім оператора керування потоком.
Оператори керування потоком (такі як умовний оператор, цикл foreach, цикл з передумовою тощо) є мовними конструкціями, а не функціями. Отже while (true) — це мовна конструкція, а add(10) — це виклик функції.

## Приклади мовних конструкцій
У PHP print — це мовна конструкція. 
```
<?php

print
 
'Hello world'
;

?>

```

те саме, що:
```
<?php

print
(
'Hello world'
);

?>

```

У Java клас записується в такому форматі:
```
public
 
class
 
MyClass
 
{

  
//Code . . . . . .

}

```

У C++ клас записується в такому форматі:
```
class
 
MyCPlusPlusClass
 
{

  
//Code . . . .

};

```